# Бунт Олег Євгенович
Олег Євгенович Бунт (нар. 2 квітня 1948, Козівка, УРСР) — український тренер з біатлону. Заслужений тренер України (2003).

## Життєпис
Олег Бунт народився 2 квітня 1948 року у селі Козівці, нині Великогаївської громади Тернопільського району Тернопільської области України.
Закінчив факультет фізичного виховання Тернопільського педагогічного інституту (1975). Тренер Тернопільської ДЮСШ. Підготував 19 майстрів спорту України. Від 1999 — начальником Тернопільського обласного центру олімпійської підготовки.